# Stefano Semeria
Stefano Semeria (La Colla, 7 febbraio 1813 – Marsiglia, 23 gennaio 1868) è stato un missionario e vescovo cattolico italiano.

## Biografia
Nato alla Colla, in diocesi di Ventimiglia, abbracciò la vita religiosa tra gli Oblati di Maria Immacolata nel noviziato di Saint-Just a Marsiglia ed emise i voti il 1º maggio 1830.
Fu ordinato prete il 19 settembre 1835 nel santuario di Notre-Dame du Laus dal vescovo di Marsiglia Eugène de Mazenod, fondatore della sua congregazione.
Nel 1840 fu inviato in Corsica come successore del defunto padre Carlo Domenico Albini, superiore della locale comunità oblata, e si dedicò alla predicazione delle missioni al popolo.
Nel 1847 de Mazenod accettò di inviare i suoi missionari in Ceylon e scelse Semeria come superiore del gruppo di religiosi che partì per il paese asiatico.
Il 6 giugno 1856 fu eletto vescovo di Olimpo in partibus e coadiutore del vicario apostolico di Jaffna. Semeria rientrò in Francia per partecipare al capitolo generale della sua congregazione e, in quella occasione, il 17 agosto 1856 fu consacrato vescovo da Eugène de Mazenod nella cappella dello scolasticato degli Oblati di Maria Immacolata di Montolivet, presso Marsiglia.
Alla morte dell'oratoriano Orazio Bettacchini, il 26 luglio 1857 gli succedette come vicario apostolico di Jaffna.
Oltre a occuparsi della propagazione del cattolicesimo nel territorio del suo vicariato, fondò il seminario, eresse nuove chiese e canoniche, aprì scuole e dispensari e chiamò a gestirli le Suore della Sacra Famiglia di Bordeaux.
Alla fine del 1867 rientrò a Marsiglia per partecipare al capitolo generale della sua congregazione, ma cadde malato e morì poco dopo, nel gennaio del 1868. Fu sepolto nel cimitero di Aix-en-Provence.

## Genealogia episcopale
La genealogia episcopale è:
- Cardinale Scipione Rebiba
- Cardinale Giulio Antonio Santori
- Cardinale Girolamo Bernerio, O.P.
- Arcivescovo Galeazzo Sanvitale
- Cardinale Ludovico Ludovisi
- Cardinale Luigi Caetani
- Cardinale Ulderico Carpegna
- Cardinale Paluzzo Paluzzi Altieri degli Albertoni
- Papa Benedetto XIII
- Papa Benedetto XIV
- Papa Clemente XIII
- Cardinale Marcantonio Colonna
- Cardinale Giacinto Sigismondo Gerdil, B.
- Cardinale Giulio Maria della Somaglia
- Cardinale Carlo Odescalchi, S.I.
- Vescovo Eugène de Mazenod, O.M.I.
- Vescovo Stefano Semeria, O.M.I.